# Armenia ai Giochi della XXX Olimpiade
L'Armenia ha partecipato ai Giochi della XXX Olimpiade di Londra, che si sono svolti dal 27 luglio al 12 agosto 2012, con una delegazione di 25 atleti.

## Atletica leggera
Eventi concorsi
| Atleta             | Evento                 | Qualificazioni | Qualificazioni | Finale | Finale      |
| Atleta             | Evento                 | Misura         | Posizione      | Misura | Posizione   |
| ------------------ | ---------------------- | -------------- | -------------- | ------ | ----------- |
| Vardan Pahlevanyan | Salto in lungo         | 6,55           | 21°            | non    | qualificato |
| Arsen Sargsyan     | Salto in lungo         | 7,62           | 11°            | non    | qualificato |
| Melik Janoyan      | Lancio del giavellotto | 72,64          | 18°            | non    | qualificato |

### Donne
Eventi concorsi
| Atleta               | Evento                | Qualificazioni | Qualificazioni | Finale | Finale      |
| Atleta               | Evento                | Misura         | Posizione      | Misura | Posizione   |
| -------------------- | --------------------- | -------------- | -------------- | ------ | ----------- |
| Kristine Harutyunyan | Giavellotto femminile | 47,65          | 18°            | non    | qualificata |

## Ginnastica

### Ginnastica artistica
Maschile
| Atleta        | Evento               | Attrezzo                   | Attrezzo                   | Attrezzo                   | Attrezzo                   | Attrezzo                   | Attrezzo                   | Qualificazioni | Qualificazioni | Finale          | Finale          |
| Atleta        | Evento               | Volteggio                  | Corpo libero               | Cavallo                    | Anelli                     | Parallele                  | Sbarra                     | Totale         | Classifica     | Totale          | Classifica      |
| ------------- | -------------------- | -------------------------- | -------------------------- | -------------------------- | -------------------------- | -------------------------- | -------------------------- | -------------- | -------------- | --------------- | --------------- |
| Artur Davtyan | Concorso individuale | 14.833 15° Non qualificato | 13.800 57° Non qualificato | 13.900 33° Non qualificato | 13.400 64° Non qualificato | 14.233 47° Non qualificato | 13.366 60° Non qualificato | 82.865         | 36°            | Non qualificato | Non qualificato |

## Judo
Maschile
| Atleta          | Evento | Preliminari             | 16-esimi                | Ottavi                  | Quarti di finale     | Semifinali           | 1º Turno ripescaggi  | 2º Turno ripescaggi  | Finale               | Finale          |
| Atleta          | Evento | Avversario Risultato    | Avversario Risultato    | Avversario Risultato    | Avversario Risultato | Avversario Risultato | Avversario Risultato | Avversario Risultato | Avversario Risultato | Classifica      |
| --------------- | ------ | ----------------------- | ----------------------- | ----------------------- | -------------------- | -------------------- | -------------------- | -------------------- | -------------------- | --------------- |
| Hovhann Davtyan | −60 kg | Englmaier V (1011–0002) | Mushkiyev V (0101–0000) | Kossayev V (0100–0000)  | Verde P (0000–0001)  | Non qualificato      |                      | Milous P (0002–0010) | Non qualificato      | Non qualificato |
| Armen Nazaryan  | −66 kg |                         | Ovinou V (0100–0000)    | Zagrodnik P (0102–0111) | Non qualificato      | Non qualificato      | Non qualificato      | Non qualificato      | Non qualificato      | Non qualificato |

## Lotta
Lotta libera
| Atleta                 | Evento | Qualificazione       | Ottavi                        | Quarti                        | Semifinale           | Ripescaggio Turno 1  | Ripescaggio Turno 2  | Finale               | Classifica |  |
| Atleta                 | Evento | Avversario Risultato | Avversario Risultato          | Avversario Risultato          | Avversario Risultato | Avversario Risultato | Avversario Risultato | Avversario Risultato | Classifica |  |
| ---------------------- | ------ | -------------------- | ----------------------------- | ----------------------------- | -------------------- | -------------------- | -------------------- | -------------------- | ---------- |  |
| Mihran Jaburyan        | −55 kg |                      | Brandon Escobar (HON) W 3-1PO | Shinichi Yumoto (JPN) L 1-3PO | non qualificato      | non qualificato      | non qualificato      | non qualificato      | 7          |  |
| David Safaryan         | −66 kg |                      |                               |                               |                      |                      |                      |                      |            |  |
| Hajimurad Nurmagomedov | −84 kg |                      |                               |                               |                      |                      |                      |                      |            |  |

Greco-Romana
| Atleta                | Evento  | Qualificazione       | Ottavi               | Quarti               | Semifinale           | Ripescaggio Turno 1  | Ripescaggio Turno 2  | Finale               | Classifica |
| Atleta                | Evento  | Avversario Risultato | Avversario Risultato | Avversario Risultato | Avversario Risultato | Avversario Risultato | Avversario Risultato | Avversario Risultato | Classifica |
| --------------------- | ------- | -------------------- | -------------------- | -------------------- | -------------------- | -------------------- | -------------------- | -------------------- | ---------- |
| Hovhannes Varderesyan | −66 kg  |                      |                      |                      |                      |                      |                      |                      |            |
| Arsen Julfalakyan     | −74 kg  |                      |                      |                      |                      |                      |                      |                      |            |
| Artur Aleksanyan      | −96 kg  |                      |                      |                      |                      |                      |                      |                      |            |
| Yuri Patrikeyev       | −120 kg |                      |                      |                      |                      |                      |                      |                      |            |

## Nuoto e sport acquatici

### Nuoto
Maschile
| Atleta         | Evento             | Batteria | Batteria   | Semifinale | Semifinale | Finale | Finale     |
| Atleta         | Evento             | Tempo    | Classifica | Tempo      | Classifica | Tempo  | Classifica |
| -------------- | ------------------ | -------- | ---------- | ---------- | ---------- | ------ | ---------- |
| Mikael Koloyan | 100 m stile libero |          |            |            |            |        |            |

Femminile
| Atleta            | Evento      | Batteria | Batteria   | Semifinale      | Semifinale      | Finale          | Finale          |
| Atleta            | Evento      | Tempo    | Classifica | Tempo           | Classifica      | Tempo           | Classifica      |
| ----------------- | ----------- | -------- | ---------- | --------------- | --------------- | --------------- | --------------- |
| Anahit Barseghyan | 100 m dorso | 1.08.19  | 44         | Non qualificata | Non qualificata | Non qualificata | Non qualificata |

## Pugilato
Maschile
| Atleta            | Evento             | 16-esimi             | Ottavi               | Quarti               | Semifinali           | Finale               |
| Atleta            | Evento             | Avversario Risultato | Avversario Risultato | Avversario Risultato | Avversario Risultato | Avversario Risultato |
| ----------------- | ------------------ | -------------------- | -------------------- | -------------------- | -------------------- | -------------------- |
| Andranik Hakobyan | Pesi medi (-75 kg) | Gausha P KO          | Non qualificato      | Non qualificato      | Non qualificato      | Non qualificato      |

## Sollevamento pesi
Maschile
| Atleta                    | Evento | Strappo   | Strappo    | Slancio   | Slancio    | Totale | Classifica |
| Atleta                    | Evento | Risultato | Classifica | Risultato | Classifica | Totale | Classifica |
| ------------------------- | ------ | --------- | ---------- | --------- | ---------- | ------ | ---------- |
| Arakel Mirzoyan           | -69 kg |           |            |           |            |        |            |
| Tigran Gevorg Martirosyan | -77 kg |           |            |           |            |        |            |
| Ara Khachatryan           | -85 kg |           |            |           |            |        |            |
| Norayr Vardanyan          | -94 kg |           |            |           |            |        |            |

Femminile
| Atleta               | Evento | Strappo   | Strappo    | Slancio   | Slancio    | Totale | Classifica |
| Atleta               | Evento | Risultato | Classifica | Risultato | Classifica | Totale | Classifica |
| -------------------- | ------ | --------- | ---------- | --------- | ---------- | ------ | ---------- |
| Meline Daluzyan      | -69 kg |           |            |           |            |        |            |
| Hripsime Khurshudyan | +75 kg |           |            |           |            |        |            |

## Taekwondo
Maschile
| Atleta         | Evento | Ottavi               | Quarti               | Semifinale           | Ripescaggio Turno 1  | Ripescaggio Turno 2  | Finale               | Finale     |
| Atleta         | Evento | Avversario Risultato | Avversario Risultato | Avversario Risultato | Avversario Risultato | Avversario Risultato | Avversario Risultato | Classifica |
| -------------- | ------ | -------------------- | -------------------- | -------------------- | -------------------- | -------------------- | -------------------- | ---------- |
| Arman Yeremyan | −80 kg |                      |                      |                      |                      |                      |                      |            |

## Tiro a segno/volo
Maschile
| Atleta            | Evento                     | Qualificazione | Qualificazione | Finale          | Finale          |
| Atleta            | Evento                     | Punteggio      | Classifica     | Punteggio       | Classifica      |
| ----------------- | -------------------------- | -------------- | -------------- | --------------- | --------------- |
| Norayr Bakhtamyan | Pistola 10m aria compressa | 579            | 16             | Non qualificato | Non qualificato |
| Norayr Bakhtamyan | Pistola 50m                | 557            | 18             | Non qualificato |                 |